# Гробиня
Гробиня (произношение) (на латвийски: Grobiņa) е град в западна Латвия, намиращ се в историческата област Курземе и е в административен район Лиепая. Населението му е 3597 жители (по приблизителна оценка от януари 2018 г.).